# Petőfi Színház (Budapest 1960–1964)
A Petőfi Színház 1960–1964 között működött önálló musical és zenés színház volt a régi Petőfi Színház (ma Thália Színház) helyén Budapesten, a Nagymező utca 22–24. alatt.

## Története
1960. október 7-én Szinetár Miklós művészeti és Petrovics Emil zenei vezetése alatt kezdte meg működését, megtartva a korábban ott működő Petőfi Színház nevét. Új típusú színházat kívántak kialakítani, amely a zenés darabok többfajta megoldásával kísérletezik, magyar kortárs zenés darabok bemutatása mellett. 1961-ben Szinetár Miklós és a Petőfi Színház megbízásából készítette el Hubay Miklós az Egy szerelem három éjszakája című musical librettóját, melynek bemutatója 1961. január 8-án volt. Szinetár Miklós rendezte, Ránki György zenéjével és Vas István verseivel. Ez a darab volt a magyar színháztörténet első musicalje.
1962-ben Szinetárt a Magyar Televízióhoz helyezték át, helyére Katona Ferencet nevezték ki a színház élére, aki nyíltan szakított a korábbi vezetéssel és eredeti célkitűzéseikkel. 1962. október 25-én a színházat műszaki hibái – „sürgős tatarozás” – miatt bezárták, társulata a volt Magyar Színház Izabella téri épületében játszott tovább. Az intézmény 1963-ig a Fővárosi Operettszínházzal volt közös gazdasági igazgatás alatt. Bár az 1963–64-es évadban a Petőfi Színház önállósult, de az évad végén meg is szűnt.
A színház tagjai voltak többek között: Feleki Kamill, Domján Edit, Psota Irén, Horváth Tivadar, Harkányi Endre, Pásztor Erzsi. Rendezőként dolgozott itt többek között Marton Frigyes, Békés András, Fábri Zoltán, Seregi László, Szendrő József.